# Huishan (köpinghuvudort i Kina, Hainan Sheng, lat 19,07, long 110,26)
Huishan är en köpinghuvudort i Kina. Den ligger i provinsen Hainan, i den södra delen av landet, omkring 110 kilometer söder om provinshuvudstaden Haikou. Antalet invånare är 8 281. Befolkningen består av 3 994 kvinnor och 4 287 män. Barn under 15 år utgör 26,0 %, vuxna 15-64 år 67 %, och äldre över 65 år 5,0 %.
Runt Huishan är det tätbefolkat, med 276 invånare per kvadratkilometer. Närmaste större samhälle är Yangjiang, 9,3 km öster om Huishan. I omgivningarna runt Huishan växer huvudsakligen savannskog.
Genomsnittlig årsnederbörd är 2 294 millimeter. Den regnigaste månaden är september, med i genomsnitt 368 mm nederbörd, och den torraste är januari, med 20 mm nederbörd.